# Ningshao-Ebene
Die Ningshao-Ebene bzw. das Ningshao-Tiefland (Ningshao pingyuan 宁绍平原 "Ningbo-Shaoxing-Ebene") ist eine Ebene im Nordosten der chinesischen Provinz Zhejiang. Zusammen mit der Hangjiahu-Ebene 杭嘉湖平原 wird sie als Zhebei-Ebene 浙北平原  ("Nord-Zhejiang-Ebene") bezeichnet.
Im Osten und Westen der Ebene liegen die beiden Städte Ningbo 宁波 und Shaoxing 绍兴, nach denen sie benannt ist.